# Farlowella
Farlowella (Фарловелла) — рід риб триби Harttiini з підродини Loricariinae родини Лорікарієві ряду сомоподібні. Має 27 видів. Інші назви «сом-батігохвіст», «сом-гілля». Названо на честь американського ботаніка Вільяма Фарлоу.

## Опис
Загальна довжина представників цього роду коливається від 10 до 26,5 см. Морфологічно і молекулярно схожі на сомів з роду Sturisoma. Тіло голкоподібне, витягнуте, струнке, вкрите повністю кістковими пластинками (навіть черево). Очі невеличкі. Морда довга, тонка й вузька. У самців з її боків є збільшені одонтоди (шкіряні зубчики). Рот невеличкий. Спинний і анальний плавці розташовані навпроти одного. Грудні плавці невеличкі, трохи широкі. Черевні плавці крихітні. Хвостовий плавець нагадує роздвоєний батіг.
Забарвлення коричневе з різними відтінками. З боків проходять темні контрастні смуги. Здатні до мімікрії.

## Спосіб життя
Це демерсальні риби. Біотопи заселення — різні. Одні види живуть в лісових струмках, на глибині від 0,3 до 2 м, з піщаним дном; інші — в річках зі швидкою течією і непрозорими водами на кам'янистих ґрунтах. Найпоширеніший біотоп — це зарості осоки уздовж берегів, яка росте у напівзануреному стані. На нижній частині осоки «висять» соми цього роду. Це можуть бути великі річки з каламутною (або білою) водою і слабкою течією.
Активні у присмерку або вночі. Вдень ховаються серед каміння, рослин або піл корчами. Живляться переважно водоростями, а також дрібними водними організмами.
Для нересту обирають вузькі щілини, затоплені рослини, куди самка відкладає ікру. Кількість останньої може сягати 50 тис. штук. Нерест відбувається у сутінках або на світанку. Самець піклується про ікру, до появи мальків. Допомагає останнім звільнятися від яйця.

## Розповсюдження
Поширені в басейнах річок Амазонка, Оріноко, Магдалена, Парана і озерах Маракайбо та Валенсія. Також зустрічаються в річках Гаяни.

## Тримання в акваріумі
Знадобиться високий акваріум від 150 літрів. На дно насипають суміш середнього і дрібного піску темних тонів. Уздовж задньої стінки висаджують рослини з довгим стеблом або зміцнюють вертикально на дні очерет, додають також 2-3 корчі в середині або по краях акваріума.
Видам з швидких річок акваріум оформляють інакше. Основою служить великий пісок, по верх якого викладають каміння різного калібру. Реофільним видам так само необхідні корчі.
Є неагресивними сомиками. Містять групою від 5 особин. Сусідами можуть бути будь-які не агресивні риби відповідного розміру. Годують риб свіжими овочами, таблетками для рослиноїдних сомів і живим харчем (заморожуванням). З технічних засобів потрібен внутрішній фільтр середньої потужності для створення помірної течії, компресор. Для реофільних сомів фільтр повинен бути потужнішим. Температура тримання повинна становити 22-26 °C.

## Види
- Farlowella acus
- Farlowella altocorpus
- Farlowella amazonum
- Farlowella colombiensis
- Farlowella curtirostra
- Farlowella gracilis
- Farlowella hahni
- Farlowella hasemani
- Farlowella henriquei
- Farlowella isbruckeri
- Farlowella jauruensis
- Farlowella knerii
- Farlowella mariaelenae
- Farlowella martini
- Farlowella nattereri
- Farlowella odontotumulus
- Farlowella oxyrryncha
- Farlowella paraguayensis
- Farlowella platorynchus
- Farlowella reticulata
- Farlowella rugosa
- Farlowella schreitmuelleri
- Farlowella smithi
- Farlowella taphorni
- Farlowella venezuelensis
- Farlowella vittata
- Farlowella yarigui